# Théo Bussière
Pour les articles homonymes, voir Bussière.
Théo Bussière, né le 18 janvier 1995 à Arnas, est un nageur français. Il est le frère du nageur Maxime Bussière, du CNM.

## Carrière
Licencié au Cercle des nageurs de Marseille, il est sacré champion de France du 100 mètres brasse en 2016,.  Il a également représenté la France lors des Jeux olympiques de Rio, en 2016. 
Il est médaillé de bronze aux Championnats d'Europe de natation en petit bassin 2017 sur 4 × 50 m 4 nages mixte.  
Il est champion de France du 50 mètres brasse et du 100 mètres brasse en 2017, 2018 et 2019.
Il participe aux Jeux olympiques de Tokyo en 2021, sur le 100 mètres brasse.